# Hebeloma sordidum
Hebeloma sordidum là một loài nấm trong họ Hymenogastraceae.